# Аслан, або Вітер з Бухари
Аслан, або Вітер з Бухари англ. (Arslan a.k.a. A Wind from Bukhara) — науково-фантастичний роман М. Дж. Енг 1976 року. Книга розповідає про захоплення США та всього світу, яке здійснив туркестанський генерал Аслан.

## Сюжет
Протягом тривалого часу США та Радянський Союз змагалися один з одним у вдосконаленні антиракетного лазеру. Зрештою СРСР випереджає Сполучені Штати, але в російському уряді точаться постійні суперечки. Незважаючи на ретельну перевірку, туркестанському генералу на ім'я Аслан вдається потрапити на переговори з російським правлінням та пронести до конференц-зали зброю. Під загрозою смерті, за наказом Аслана генеральний секретар ставить президенту США вимогу — негайна капітуляція, або ядерна війна. Здійснивши свій план, Аслан перебирає на себе командування збройними силами обох країн та захоплює весь світ.
Прибувши до США, Аслан розташовує свою штаб-квартиру у невеличкому містечку Крафтсвілль (Іллінойс), яке, як й інші населені пункти, згодом одержує назву Дистрикт 3281, що має самостійно забезпечувати себе усім потрібним без контакту зі зовнішнім світом. Знищивши цивілізацію, Аслан дистрикт за дистриктом стерилізує жіноче населення та приречує людство на вимирання (згідно з Асланом людське плем'я — це помилка еволюції).
Окрім теми знищення світу, Енг також зачіпає тему зґвалтування представників чоловічої статі. У перший же день в Крафтсвіллі, у місцевій школі Аслан ґвалтує дівчинку та хлопчика, який відтоді весь час супроводжуватиме його. Згідно з словами самого тирана: «Коли ґвалтують жінку, вона й надалі залишатиметься жінкою. Але коли це трапляється з хлопцем, він втрачає чоловічу гідність».